# Rallye Portugal 2024
Die 57. Rallye Portugal (offiziell Vodafone Rally de Portugal 2024) war der 5. Lauf zur FIA-Rallye-Weltmeisterschaft 2024. Sie dauerte vom 9. bis zum 12. Mai und es wurden insgesamt 22 Wertungsprüfungen (WP) gefahren.

## Meldeliste
| Nr.                  | Fahrer           | Co-Pilot                   | Auto                   |
| -------------------- | ---------------- | -------------------------- | ---------------------- |
| WRC-Klasse (Rally1)  |                  |                            |                        |
| 6                    | Dani Sordo       | Cándido Carrera            | Hyundai i20 N Rally1   |
| 8                    | Ott Tänak        | Martin Järveoja            | Hyundai i20 N Rally1   |
| 11                   | Thierry Neuville | Martijn Wydaeghe           | Hyundai i20 N Rally1   |
| 13                   | Grégoire Munster | Louis Louka                | Ford Puma Rally1       |
| 16                   | Adrien Fourmaux  | Alexandre Coria            | Ford Puma Rally1       |
| 17                   | Sébastien Ogier  | Vincent Landais            | Toyota GR Yaris Rally1 |
| 18                   | Takamoto Katsuta | Aaron Johnston             | Toyota GR Yaris Rally1 |
| 33                   | Elfyn Evans      | Scott Martin               | Toyota GR Yaris Rally1 |
| 69                   | Kalle Rovanperä  | Jonne Halttunen            | Toyota GR Yaris Rally1 |
| WRC2-Klasse (Rally2) |                  |                            |                        |
| 20                   | Oliver Solberg   | Elliott Edmondson          | Škoda Fabia RS Rally2  |
| 21                   | Yohan Rossel     | Arnaud Dunand              | Citroën C3 Rally2      |
| 22                   | Gus Greensmith   | Jonas Andersson            | Škoda Fabia RS Rally2  |
| 23                   | Pepe López       | David Vázquez Liste        | Ford Fiesta Rally2     |
| 24                   | Sami Pajari      | Enni Mälkönen              | Toyota GR Yaris Rally2 |
| 25                   | Nikolay Gryazin  | FIA Konstantin Aleksandrov | Citroën C3 Rally2      |
| 26                   | Georg Linnamäe   | James Morgan               | Toyota GR Yaris Rally2 |
| 29                   | Lauri Joona      | Janni Hussi                | Škoda Fabia RS Rally2  |
| 32                   | Teemu Suninen    | Mikko Markkula             | Hyundai i20 N Rally2   |

Anmerkung: Insgesamt haben sich 67 Fahrzeuge in verschiedenen Klassen eingeschrieben.

## Klassifikationen

### WRC Rally1
| Position | Position | Nr. | Fahrer           | Co-Pilot         | Auto                   | Zeit      |           | WM-Punkte | WM-Punkte | WM-Punkte  | WM-Punkte |
| Rally1   | Gesamt   | Nr. | Fahrer           | Co-Pilot         | Auto                   | Zeit      | Rückstand | Samstag   | Sonntag   | Powerstage | Total     |
| -------- | -------- | --- | ---------------- | ---------------- | ---------------------- | --------- | --------- | --------- | --------- | ---------- | --------- |
| 1        | 1        | 17  | Sébastien Ogier  | Vincent Landais  | Toyota GR Yaris Rally1 | 3:41:32.3 |           | 18        | 5         | 2          | 25        |
| 2        | 2        | 8   | Ott Tänak        | Martin Järveoja  | Hyundai i20 N Rally1   | 3:41:40.2 | 0:00:07.9 | 15        | 7         | 4          | 26        |
| 3        | 3        | 11  | Thierry Neuville | Martijn Wydaeghe | Hyundai i20 N Rally1   | 3:42:42.1 | 0:01:09.8 | 13        | 6         | 5          | 24        |
| 4        | 4        | 16  | Adrien Fourmaux  | Alexandre Coria  | Ford Puma Rally1       | 3:43:20.1 | 0:01:47.8 | 8         | 4         | 0          | 12        |
| 5        | 5        | 9   | Dani Sordo       | Cándido Carrera  | Hyundai i20 N Rally1   | 3:44:21.2 | 0:02:48.9 | 10        | 1         | 0          | 11        |
| 6        | 6        | 33  | Elfyn Evans      | Scott Martin     | Toyota GR Yaris Rally1 | 3:48:08.3 | 0:06:36.0 | 6         | 0         | 0          | 6         |
| 7        | 29       | 18  | Takamoto Katsuta | Aaron Johnston   | Toyota GR Yaris Rally1 | 4:52:06.1 | 1:10:33.8 | 0         | 3         | 1          | 4         |
| 8        | 31       | 13  | Kalle Rovanperä  | Jonne Halttunen  | Toyota GR Yaris Rally1 | 5:02:26.7 | 1:20:54.4 | 0         | 2         | 3          | 5         |

### WRC Rally2
| Position | Position | Nr. | Fahrer        | Co-Pilot              | Car                    | Time      | Rückstand | Punkte | Punkte |
| Rally2   | Gesamt   | Nr. | Fahrer        | Co-Pilot              | Car                    | Time      | Rückstand | Rally2 | Gesamt |
| -------- | -------- | --- | ------------- | --------------------- | ---------------------- | --------- | --------- | ------ | ------ |
| 1        | 8        | 28  | Jan Solans    | Rodrigo S. De Eusebio | Toyota GR Yaris Rally2 | 3:53:25.2 |           | 25     | 0      |
| 2        | 9        | 38  | Josh McErlean | James Fulton          | Škoda Fabia RS Rally2  | 3:53:28.4 | 0:03.2    | 18     | 2      |
| 3        | 10       | 29  | Lauri Joona   | Janni Hussi           | Škoda Fabia RS Rally2  | 3:55:12.6 | 1:47.4    | 15     | 1      |

Anmerkung: Insgesamt haben sich 34 Fahrzeuge von 67 gestarteten klassiert.

## Wertungsprüfungen
Zeitangabe MESZ
| Datum   | Start         | Nr.                | WP                    | Länge              | Gewinner                                                                                   | Zeit                                    | Leader           |
| ------- | ------------- | ------------------ | --------------------- | ------------------ | ------------------------------------------------------------------------------------------ | --------------------------------------- | ---------------- |
| 9. Mai  | 09:01         | —                  | Baltar (Shakedown)    | 4,61 km            | Dani Sordo                                                                                 | 02:51.2                                 |                  |
| 9. Mai  | 20:05         | WP1                | Figueira da Foz       | 2,94 km            | Thierry Neuville                                                                           | 02:24.2                                 | Thierry Neuville |
| 10. Mai | 09:05         | WP2                | Mortágua 1            | 18,15 km           | Takamoto Katsuta                                                                           | 11:30.4                                 | Thierry Neuville |
| 10. Mai | 10:35         | WP3                | Lousã 1               | 12,28 km           | Dani Sordo                                                                                 | 08:59.4                                 | Takamoto Katsuta |
| 10. Mai | 11:35         | WP4                | Góis 1                | 14,30 km           | Dani Sordo                                                                                 | 09:07.2                                 | Takamoto Katsuta |
| 10. Mai | 12:35         | WP5                | Arganil 1             | 18,72 km           | Thierry Neuville                                                                           | 11:40.5                                 | Takamoto Katsuta |
| 10. Mai | 15:05         | WP6                | Lousã 2               | 12,28 km           | Sébastien Ogier                                                                            | 08:53.3                                 | Kalle Rovanperä  |
| 10. Mai | 16:05         | WP7                | Góis 2                | 14,30 km           | Dani Sordo                                                                                 | 09:03.1                                 | Kalle Rovanperä  |
| 10. Mai | 17:05         | WP8                | Arganil 2             | 18,72 km           | Kalle Rovanperä                                                                            | 11:36.0                                 | Kalle Rovanperä  |
| 10. Mai | 18:35         | WP9                | Mortágua 2            | 18,15 km           | Sébastien Ogier                                                                            | 11:24.2                                 | Kalle Rovanperä  |
| 10. Mai | 21:15 – 22:04 | Service A, Exponor | Service A, Exponor    | Service A, Exponor | Service A, Exponor                                                                         | Service A, Exponor                      | Kalle Rovanperä  |
| 11. Mai | 09:05         | WP10               | Felgueiras 1          | 8,81 km            | Kalle Rovanperä                                                                            | 05:44.3                                 | Kalle Rovanperä  |
| 11. Mai | 10:05         | WP11               | Montim 1              | 8,69 km            | Sébastien Ogier                                                                            | 05:32.7                                 | Sébastien Ogier  |
| 11. Mai | 11:10         | WP12               | Amarante 1            | 37,24 km           | Ott Tänak                                                                                  | 24:06.4                                 | Ott Tänak        |
| 11. Mai | 12:35         | WP13               | Paredes 1             | 16,09 km           | Sébastien Ogier                                                                            | 11:43.0                                 | Sébastien Ogier  |
| 11. Mai | 13:46 – 14:30 | Service B, Exponor | Service B, Exponor    | Service B, Exponor | Service B, Exponor                                                                         | Service B, Exponor                      | Sébastien Ogier  |
| 11. Mai | 15:35         | WP14               | Felgueiras 2          | 8,81 km            | Ott Tänak                                                                                  | 05:45.9                                 | Sébastien Ogier  |
| 11. Mai | 16:35         | WP15               | Montim 2              | 8,69 km            | Ott Tänak                                                                                  | 05:28.7                                 | Sébastien Ogier  |
| 11. Mai | 17:40         | WP16               | Amarante 2            | 37,24 km           | Sébastien Ogier                                                                            | 24:09.6                                 | Sébastien Ogier  |
| 11. Mai | 19:05         | WP17               | Paredes 2             | 16,09 km           | Sébastien Ogier                                                                            | 11:36.0                                 | Sébastien Ogier  |
| 11. Mai | 20:05         | WP18               | Lousada               | 3,36 km            | Adrien Fourmaux                                                                            | 02:30.8                                 | Sébastien Ogier  |
| 11. Mai | 21:15 – 22:04 | Service C, Exponor | Service C, Exponor    | Service C, Exponor | Service C, Exponor                                                                         | Service C, Exponor                      | Sébastien Ogier  |
| 12. Mai | 08:05         | WP19               | Cabeceiras de Basto 1 | 19,91 km           | Sébastien Ogier                                                                            | 13:18.5                                 | Sébastien Ogier  |
| 12. Mai | 09:35         | WP20               | Fafe 1                | 11,18 km           | Ott Tänak                                                                                  | 06:35.3                                 | Sébastien Ogier  |
| 12. Mai | 10:35         | WP21               | Cabeceiras de Basto 2 | 19,91 km           | Ott Tänak                                                                                  | 13:08.7                                 | Sébastien Ogier  |
| 12. Mai | 13:15         | WP22               | Fafe 2 (Power Stage)  | 11,18 km           | 1. Thierry Neuville 2. Ott Tänak 3. Kalle Rovanperä 4. Sébastien Ogier 5. Takamoto Katsuta | 06:23.7 06:23.8 06:25.9 06:26.0 06:27.2 | Sébastien Ogier  |
| 12. Mai | 13:53 – 14:07 | Service D, Exponor | Service D, Exponor    | Service D, Exponor | Service D, Exponor                                                                         | Service D, Exponor                      | Sébastien Ogier  |